# Футбольный матч Англия — Венгрия (1953)
Футбольный матч Англия — Венгрия , также известный как «матч века» (англ. Match of the Century) был сыгран между сборными командами Англии и Венгрии 25 ноября 1953 года на стадионе «Уэмбли» в Лондоне.
В то время сборная Венгрии была, фактически, первой сборной мира (победа сборной на Олимпийских играх и серия из двадцати четырёх игр без поражений), англичане же — родоначальниками футбола, которые всегда поддерживали хороший уровень игры. Венгры выиграли в матче со счётом 6:3.
Поражение сборной Англии привело к пересмотру устаревшей системы обучения и тактики, англичане приняли континентальную практику на международном и клубном уровне.

## Перед матчем
Английская сборная до этого матча ни разу с 1923 года (30 лет) не проигрывала дома континентальной сборной; серия матчей без поражений насчитывала 23 матча. От команд, не причисляемым к «домашним нациям» (Шотландия, Уэльс, Северная Ирландия), на родной земле она потерпела всего лишь одно поражение (в 1949 году от Ирландии, которую англичане не причисляли к континентальным сборным).
Данный факт успокоил английское общество: Английская футбольная ассоциация (FA) предполагала, что так как англичане — создатели игры, то из этого обязательно следует, что английские футболисты физически и технически превосходят любых прочих футболистов других сборных. Более того, тренерский и тактический прогресс за рубежом были проигнорированы английской сборной и большинством клубов английской лиги. Тренер сборной был Уолтер Уинтерботтом, но он не имел практически никакого управленческого опыта в профессиональном футболе. Кроме того, Уинтерботтом не собирал состав самостоятельно, оставив это ФА.
В Венгрии сборная была создана практически с нуля. Управлением и набором игроков в команду занимался только заместитель министра спорта Венгрии — Густав Шебеш. Венгрия впервые в мире стала играть в тотальный футбол (на несколько лет раньше голландцев), и стала первой сборной в мире, которая использовала в тактике позицию «оттянутого форварда» (на этой позиции в сборной играл Нандор Хидегкути). Венгры до сих пор считаются первой сборной, которая перед матчем «разогревалась», делая некоторые физические упражнения. Основой состава Золотой команды являлся клуб Гонвед (поэтому многие игроки уже использовали наигранные схемы, знали сильные и слабые стороны своих товарищей по команде).
Венгерская команда не знала поражений с мая 1950 года, и одержала победу на Олимпийских играх 1952 года в Хельсинки.
Британская пресса называла игру «матчем века» битву родоначальников футбола против лучшей сборной мира на тот момент.

## Дата, место проведения и посещаемость
Матч был сыгран 25 ноября 1953 года на стадионе «Уэмбли». Посетили матч 105 000 человек.

## Сборная Англии
Сборная Англии выбрала обычную схему игры (WM), и включила в состав таких знаменитых игроков как: Стэнли Мэтьюз, Стэн Мортенсен, вратарь Гил Меррик, будущий тренер сборной Англии Альф Рамсей. Обязанности капитана на себя взял Билли Райт (один из лучших защитников в истории футбола).

## Сборная Венгрии
Венгерская команда выстроилась по схеме 2-3-3-2. Йожеф Божик играл на позиции опорного полузащитника, Нандор Хидегкути свободно перемещался между линиями полузащиты и нападения. Ференц Пушкаш и Шандор Кочиш были в нападении, на флангах играли Золтан Цибор и Ласло Будаи.

## Матч

### Первый тайм
Венгрия стартовала, и забила уже на первой минуте — Нандор Хидегкути открыл счёт. Было очевидно, что жёсткая игра только по схеме английского «WM» была не в состоянии справиться с более «плавной» венгерской тактикой: несколько раз Хидегкути и Ференц Пушкаш обыгрывали англичан, позволяя более техничным венгерским игрокам пройти их оборону с легкостью.
Англия все ещё была способна создавать голевые моменты, команды играли на равных 15 минут. Однако сборная Венгрии оказалась непреодолимым противником для англичан: на 20-й минуте Хидегкути забил вновь, и, четыре минуты спустя, Ференц Пушкаш забил третий гол: эффектно обыграв Билли Райта, Пушкаш нанёс неотразимый удар по воротам Гила Меррика. Венгры завладели мячом, и на 27-й минуте Пушкаш забил снова, после розыгрыша штрафного (голевой пас был записан на Божика). Англичане всё же несколько выправили ситуацию (гол Мортенсена на 38 минуте), но счёт 4:2 после первого тайма подтверждал безоговорочное преимущество мадьяр.

### Второй тайм
Второй тайм продолжился в том же ключе: венгры создают момент за моментом, технически и тактически превосходя противника по игре. Божик забил на 52-й минуте, сделав счёт 5:2; Хидегкути сделал хет-трик, забив спустя три минуты, 6:2. После нарушения Грошича в собственной штрафной, Рамсей установил окончательный счёт 6:3. Венгрия по воротам противника нанесла 35 ударов, англичане ответили пятью ударами.

## Ответная игра
23 мая 1954 сборная Англии посетила Будапешт в надежде взять реванш, но уступила 1:7. Данный матч до сих пор является самым крупным поражением сборной Англии.

## Детали матча
| Англия                                           | 3:6     | Венгрия                                                |
| ------------------------------------------------ | ------- | ------------------------------------------------------ |
| - Сьюэлл 13′ - Мортенсен 38′ - Рамсей 57′ (пен.) | (отчёт) | - Хидегкути 1′, 20′, 53′ - Пушкаш 24′, 27′ - Божик 50′ |

| Англия | Венгрия |